# Denise Deegan
Denise Deegan (Londres, 1 de enero de 1952) es una dramaturga y escritora inglesa más conocida por ser la autora de la exitosa obra de teatro Daisy Pulls It Off producida por Andrew Lloyd Webber y dirigida por David Gilmore, que además de ser representada en teatro, se ha adaptado a radio por Elizabeth Lindsay para la BBC Radio 4.
Egresada del East 15 Acting School, ha recibido diversos reconocimientos, entre ellos el Premio Laurence Olivier en la categoría comedia del año en 1983 por su trabajo en Daisy Pulls It Off estrenada en el Nuffield Theatre de Southampton y que luego se trasladaría al Globe Theatre y cuyas funciones se extenderían entre abril de 1983 a febrero de 1986, además de una gira de dos años.